# كاستيجلوني ديل جينوفيزي
كاستيجلوني ديل جينوفيزي، (بالإنجليزية: Castiglione del Genovesi)‏، هي بلدة و(بلدية) في مقاطعة ساليرنو، في منطقة كامبانيا، بجنوب غرب إيطاليا.

## السكان
في سنة 1861 بلغ عدد السكان 1٬146 نسمة، وتطور العدد ليصل في سنة 2011 لـ 1٬356 نسمة.
يظهر هذا المخطط البياني تطور النمو السكاني لـ كاستيجلوني ديل جينوفيزي

## أعلام
- أنطونيو جينوفيزي